# Тињан
Тињан (итал. Antignana) је село и општина у Истарској жупанији, у Хрватској.

## Географија
Тињан се налази у централном делу Истре, 21 km источно од Пореча и 12 km западно од Пазина. Општина захвата површину од 54 km².

## Становништво
На попису становништва 2011. године, општина Тињан је имала 1.684 становника, од чега у самом Тињану 417.

## Попис1991.
На попису становништва 1991. године, насељено место Тињан је имало 435 становника, следећег националног састава:
| Попис 1991.‍  | Попис 1991.‍  | Попис 1991.‍ | Попис 1991.‍ | Попис 1991.‍ |
| ------------ | ------------ | ----------- | ----------- | ----------- |
|              |              |             |             |             |
| Хрвати       | Хрвати       |             | 321         | 73,79%      |
| Италијани    | Италијани    |             | 3           | 0,68%       |
| Албанци      | Албанци      |             | 1           | 0,22%       |
| Југословени  | Југословени  |             | 1           | 0,22%       |
| Роми         | Роми         |             | 1           | 0,22%       |
| Словаци      | Словаци      |             | 1           | 0,22%       |
| Срби         | Срби         |             | 1           | 0,22%       |
| остали       | остали       |             | 1           | 0,22%       |
| неопредељени | неопредељени |             | 24          | 5,51%       |
| регион. опр. | регион. опр. |             | 74          | 17,01%      |
| непознато    | непознато    |             | 7           | 1,60%       |
| укупно: 435  |              |             |             |             |